# Ptolemaiidae
Ptolemaiidae – rodzina wymarłych ssaków wielkości wilka. Wyewoluowały one najprawdopodobniej z grupy Pantolesta. Zamieszkiwały północną i wschodnią Afrykę od późnego eocenu do miocenu. Najstarsze skamieniałości odnaleziono w najnowszej warstwie eocenu w formacji Jebel Qatrani niedaleko Fajum w Egipcie.
Pochodzenie i tożsamość tej grupy sprawiały kłopoty. Pierwszy typowy gatunek, Ptolemaia lyonsi, sklasyfikowany na podstawie zębów trzonowych, został pierwotnie zaliczony do naczelnych. Były one bowiem bardzo płaskie i przypominające te odnajdywane u naczelnych. Odnaleziona jednak później czaszka wskazywała raczej na wielką ryjówkę wielkości wilka o długich smukłych kłach. Poglądy na pożywienie i zachowanie tych zwierząt uległo zmianie. Ich zęby nadawały się do kruszenia twardej, ścierającej zęby strawy. Jednak nadal często uważa się stworzenia te za ogromne mięsożerne ryjówki.

## Rodzaje
Ptolemaia (typowy)
- Qarunavus
- Cleopatrodon
- Merialus
- Euhookeria
- Kelba